# ジョン・リンドリー
ジョン・リンドリー（John Warwick Lindley 1951年11月17日 - ）は、アメリカ合衆国・ニューヨーク出身の撮影監督。ジョン・リンドレー、ジョン・W・リンドレー(John W.Lindley)とも表記される。

## 主な作品
- W/ダブル The Stepfather (1987)
- ウー・ウー・キッド In the Mood (1987)
- ゾンビ伝説 The Serpent and the Rainbow (1988)
- シェイクダウン Shakedown (1988)
- フィールド・オブ・ドリームス Field of Dreams (1989)
- 花嫁のパパ Father of the Bride (1991)
- 愛がこわれるとき Sleeping with the Enemy (1991)
- スニーカーズ Sneakers (1992)
- 危険な遊び The Good Son (1993)
- アイ・ラブ・トラブル I Love Trouble (1994)
- マネー・トレイン Money Train (1995)
- マイケル Michael (1996)
- カラー・オブ・ハート Pleasantville (1998)
- ユー・ガット・メール You've Got Mail (1998)
- ラッキー・ナンバー Lucky Numbers (2000)
- トータル・フィアーズ The Sum of All Fears (2002)
- ザ・コア The Core (2003)
- ラスト・ショット The Last Shot (2004) 劇場未公開
- 奥さまは魔女 Bewitched (2005)
- 恋は突然に。 Catch and Release (2006) 劇場未公開
- Mr.ブルックス 完璧なる殺人鬼 Mr. Brooks (2007)
- 帰らない日々 Reservation Road (2007)
- エディ・マーフィの劇的1週間 Imagine That (2009)
- レギオン Legion (2010)
- ラスト・ソング The Last Song (2010)
- PAN AM/パンナム Pan Am (2011) テレビドラマ、パイロット版
- ヴィンセントが教えてくれたこと St. Vincent（2014）
- Your Honor/追い詰められた判事 Your Honor (2020-2021)